# Marian Chomiak
Marian Chomiak (ur. 18 grudnia 1912 w Nadolcach k. Hrubieszowa, zm. 23 grudnia 1976  w Lublinie) – polski lekarz weterynarii, profesor doktor habilitowany nauk weterynaryjnych, anatom, w latach 1965-1968 rektor Akademii Rolniczej w Lublinie

## Biografia
Był synem Kacpra, mechanika i Zofii z Wiśniewskich. Szkołę średnią ukończył w Hrubieszowie w 1932 r. Studiował na Uniwersytecie Warszawskim najpierw leśnictwo (1932), później w latach 1933–1938 weterynarię. W 1939  brał udział w kampanii wrześniowej. Trudne lata okupacji przetrwał w rodzinnych stronach, skąd mimo niebezpieczeństw kilkakrotnie docierał do Lwowa, gdzie na tzw. kursach weterynaryjnych (Fachkurse) w 1942 uzyskał dyplom uprawniający do wykonywania zawodu lekarza weterynaryjnego. Po wojnie jako jeden z pierwszych rozpoczął pracę w nowo utworzonym Uniwersytecie Marii Curie-Skłodowskiej w Lublinie. W dniu 2 listopada 1944  otrzymał nominację na starszego asystenta w Katedrze Anatomii Zwierząt, której kierownikiem był wówczas prof. Kazimierz Krysiak, anatom, przedwojenny adiunkt warszawskiego Wydziału Weterynaryjnego. W 1945 nostryfikował swój lwowski dyplom na Wydziale Weterynaryjnym Uniwersytetu Warszawskiego, a w 1946 uzyskał stopień naukowy doktora medycyny weterynaryjnej na Wydziale Weterynaryjnym w Lublinie na podstawie pracy pod tytułem Mięsień policzkowy u przeżuwaczy. Po przeniesieniu się prof. K. Krysiaka do Warszawy od 1948 r. pełnił funkcję zastępcy profesora, obejmując kierownictwo Katedry Anatomii Zwierząt. Rozprawę habilitacyjną pod tytułem Jądra ruchowe rdzenia przedłużonego krowy, konia i świni przedstawił w grudniu 1951, do obrony jednak nie doszło z powodu obowiązujących wówczas przepisów. Od 1954  dr M. Chomiak był profesorem nadzwyczajnym, a w 1963  otrzymał nominację na profesora zwyczajnego. 1 września 1970 r. został powołany na stanowisko dyrektora Instytutu Anatomii Zwierząt w lubelskiej Akademii Rolniczej.
Prof. Chomiak opublikował ponad 60 prac badawczych. Są to badania nad mikroskopową budową ośrodkowego układu nerwowego zwierząt domowych. Badał różnice gatunkowe w budowie układu nerwowego, wyjaśniał współzależność między stopniem rozwoju jądra nerwowego a budową i zakresem czynności unerwionego narządu. Prowadził badania eksperymentalne nad położeniem i przebiegiem dróg nerwowych wstępujących i zstępujących rdzenia kręgowego owcy i świni. W trakcie swojej kariery zawodowej promował 10 doktorów i był opiekunem 5 przewodów habilitacyjnych. Był członkiem Polskiego Towarzystwa Anatomicznego, wiceprzewodniczącym Wydziału II Nauk Biologicznych Lubelskiego Towarzystwa Naukowego, członkiem Komitetu Nauk Weterynaryjnych PAN, Polskiego Towarzystwa Nauk Weterynaryjnych. Duże zasługi dla Wydziału Weterynaryjnego i Akademii Rolniczej prof. M. Chomiak położył w czasie pełnienia funkcji dziekana i rektora. W 1955 r. współorganizował samodzielną Wyższą Szkołę Rolniczą. 

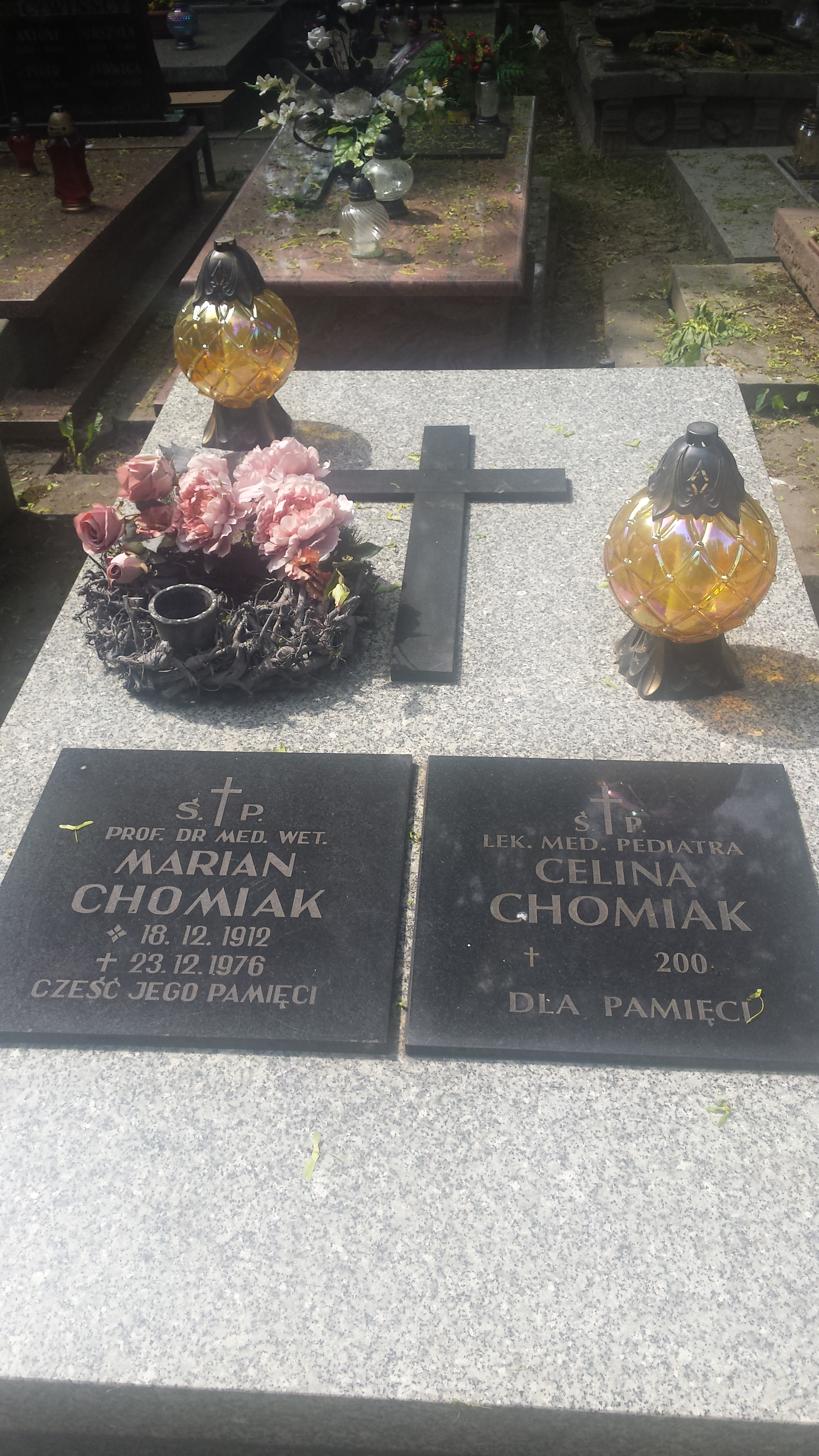
Grób prof. Mariana Chomiaka na cmentarzu przy Lipowej

## Odznaczenia
- Krzyż Kawalerski i Krzyż Oficerski Orderu Odrodzenia Polski
- Złoty Krzyż Zasługi
- Medal Komisji Edukacji Narodowej.